# Кам'янський літературно-меморіальний музей О. С. Пушкіна та П. І. Чайковського
Кам'янський літературно-меморіальний музей О. С. Пушкіна та П. І. Чайковського — музей у місті Кам'янка Кам'янського району Черкаської області України .

## Історія

### Попередні події
1787 року маєток Кам'янка було продано генерал-фельдмаршалу Г. О. Потьомкіну-Таврійському, який подарував його своїй племінниці Катерині Давидовій (після одруження, що оселилася в Кам'янці і почала облаштування тут маєтку).
На початку 1820-х років тут оселився молодший син, що вийшов у відставку, учасник Вітчизняної війни 1812 року полковник Д. Л. Давидов, у 1820 році вступив до «Союзу благоденства». В результаті, Кам'янка стала одним із центрів руху декабристів, на початку 1820-х років тут виникла «Кам'янська управа» Південного товариства декабристів, учасниками якої були В. Л. Давидов, С. Г. Волконський, М. Ф. Орлов, І. Д. Якушкін та ін.
У 1820-х роках тут неодноразово зупинявся О. С. Пушкін (під час південного заслання він написав у Кам'янці кілька відомих віршів, закінчив поему «Кавказький бранець»; місто згадується в 10-му розділі «Євгенія Онєгіна»).
Із 1863 року Кам'янку регулярно відвідував П. І. Чайковський (який працював тут над фортепіанним циклом «Пори року», Другим фортепіанним концертом, операми «Євгеній Онєгін», «Черевички», «Мазепа» та «Орлеанська діва», балетом «Лебедине озеро»). Тут був написаний «Дитячий альбом»).
У січні 1918 року в Кам'янці було встановлено Радянську владу, проте вже в лютому 1918 року її окупували австро-німецькі війська (які залишалися тут до листопада 1918 року). Надалі, у 1918—1919 pp. маєток постраждав під час громадянської війни, але пізніше було відновлено.

### Історія музею
У 1937 році в СРСР проходили заходи у зв'язку зі 100-річчям смерті О. С. Пушкіна. Цього року було затверджено рішення про створення у Кам'янці музею О. С. Пушкіна. Після святкування 1940 року 100-річчя від дня народження П. І. Чайковського в райцентрі було відкрито пам'ятники Пушкіну та Чайковському, а також дитячу музичну школу та було прийнято рішення про відкриття музею П. І. Чайковського.
Під час Німецько-радянської війни 5 серпня 1941 року Кам'янка була окупована наступаючими німецькими військами, 10 січня 1944 року — визволена частинами 5-ї гвардійської танкової армії РСЧА.
Після закінчення бойових дій почалося відновлення селища та його розвиток як культурно-туристичного центру. При цьому в перші повоєнні роки літературний музей О. С. Пушкіна та музей ім. П. І. Чайковського діяли як дві самостійні організації.
У 1949 році в СРСР відбулися святкові заходи на честь 150-річчя від дня народження О. С. Пушкіна, під час яких 28 травня 1949 року в Кам'янському Будинку культури пройшло засідання республіканського ювілейного комітету та відбувся святковий концерт за участю республіканського симфонічного оркестру філармонії.
Надалі в результаті об'єднання музею О. С. Пушкіна та музею П. І. Чайковського у «зеленому будиночку» садиби Давидових було створено літературно-меморіальний музей О. С. Пушкіна та П. І. Чайковського, у складі музею був створений відділ «Історія декабристського повстання».
Діяльність музею сприяла розвитку Кам'янки як туристичного центру, лише в період із 1951 до 1971 року райцентр відвідали понад 370 тис. туристів з усіх республік СРСР, а також з Угорщини, НДР, Польщі, Румунії, Чехословаччини та Монголії.
Після проголошення незалежності України в Кам'янці було створено Кам'янський державний історико-культурний заповідник (до складу якого включено музей, садибу Давидових та парк Декабристів).

## Сучасний стан
Експозиція музею складається з шести розділів: «Кам'янка 1-ї половини XIX ст.»; «Пушкін та Україна»; «Пушкін та декабристи»; «Життя та творчість П. І. Чайковського в Кам'янці»; «Чайковський в Україні»; «Пушкін, декабристи, Чайковський та сучасність».
Щорічно у травні у музеї відбуваються концерти, присвячені дню народження П. І. Чайковського.

## Фотографії

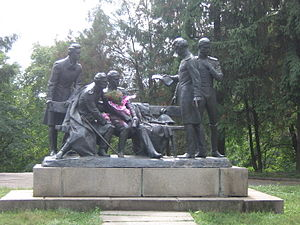
Пам'ятник декабристам в однойменному парку.
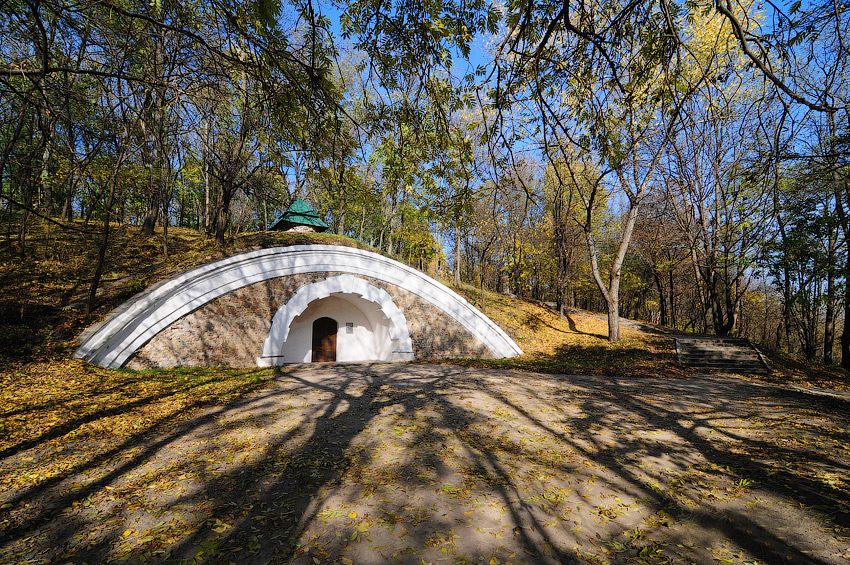
Грот Декабристів в однойменному парку.
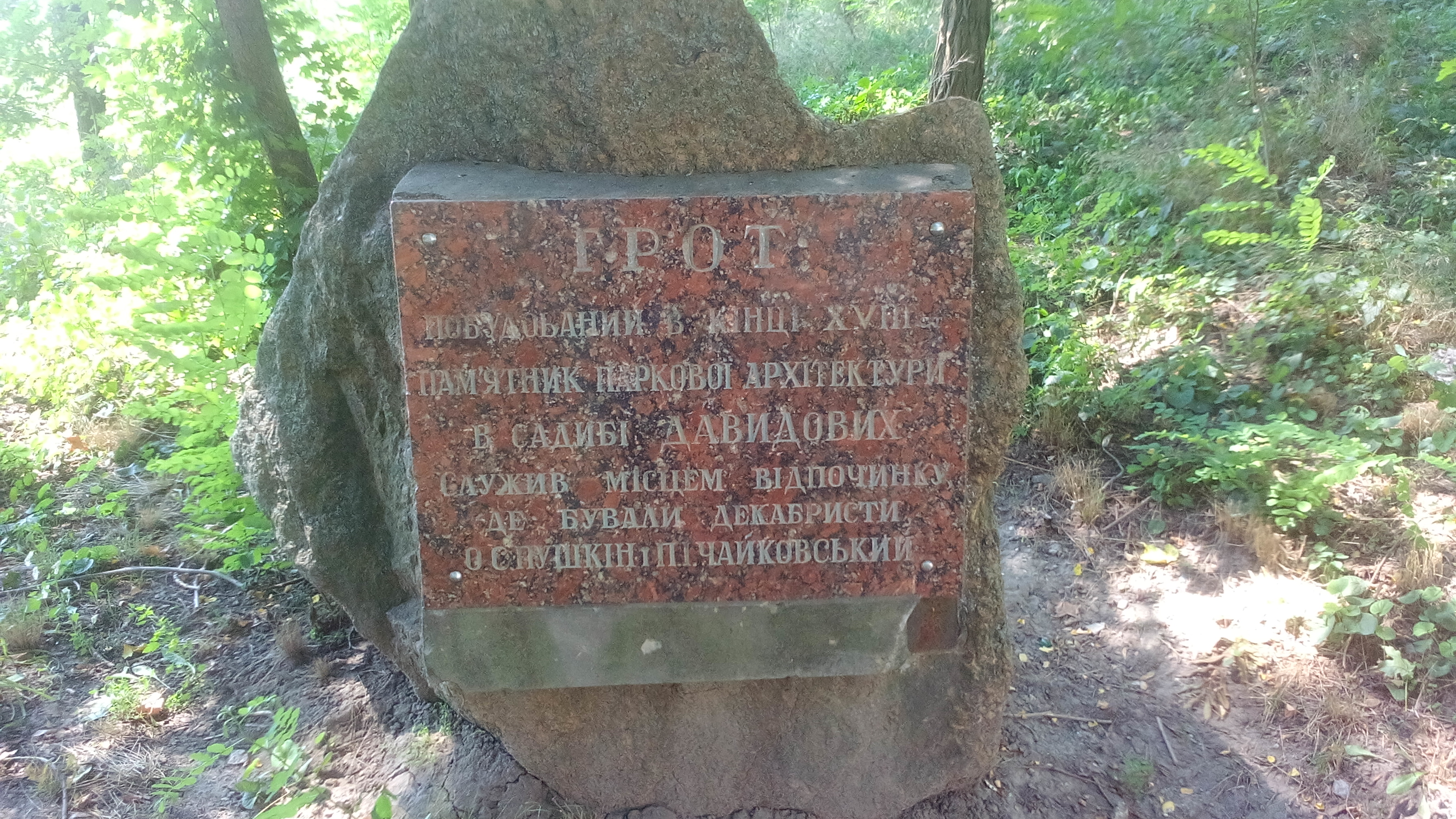
Пам'ятний камінь біля Гроту Декабристів.
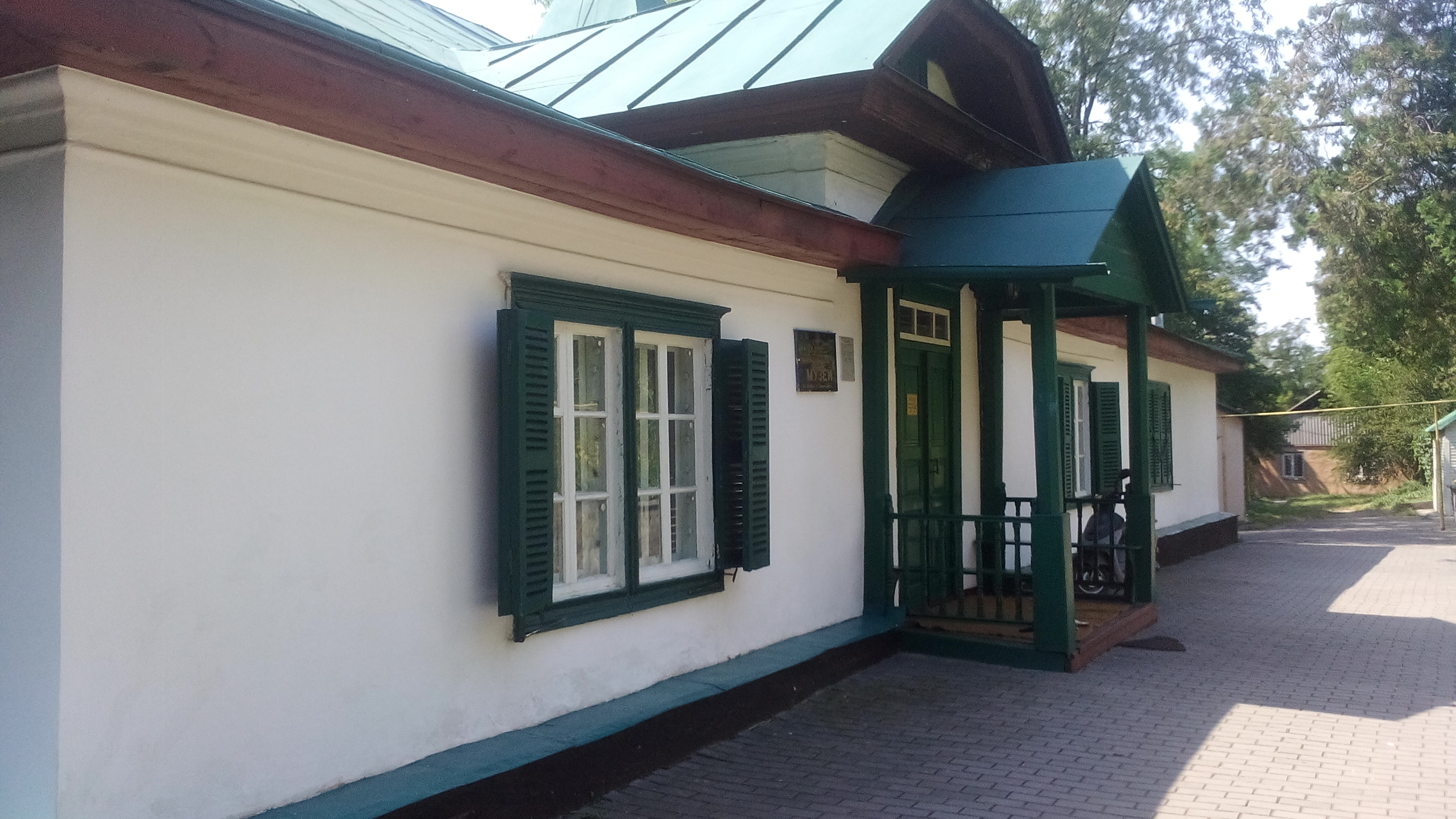
Фасад будинку-садиби Давидових
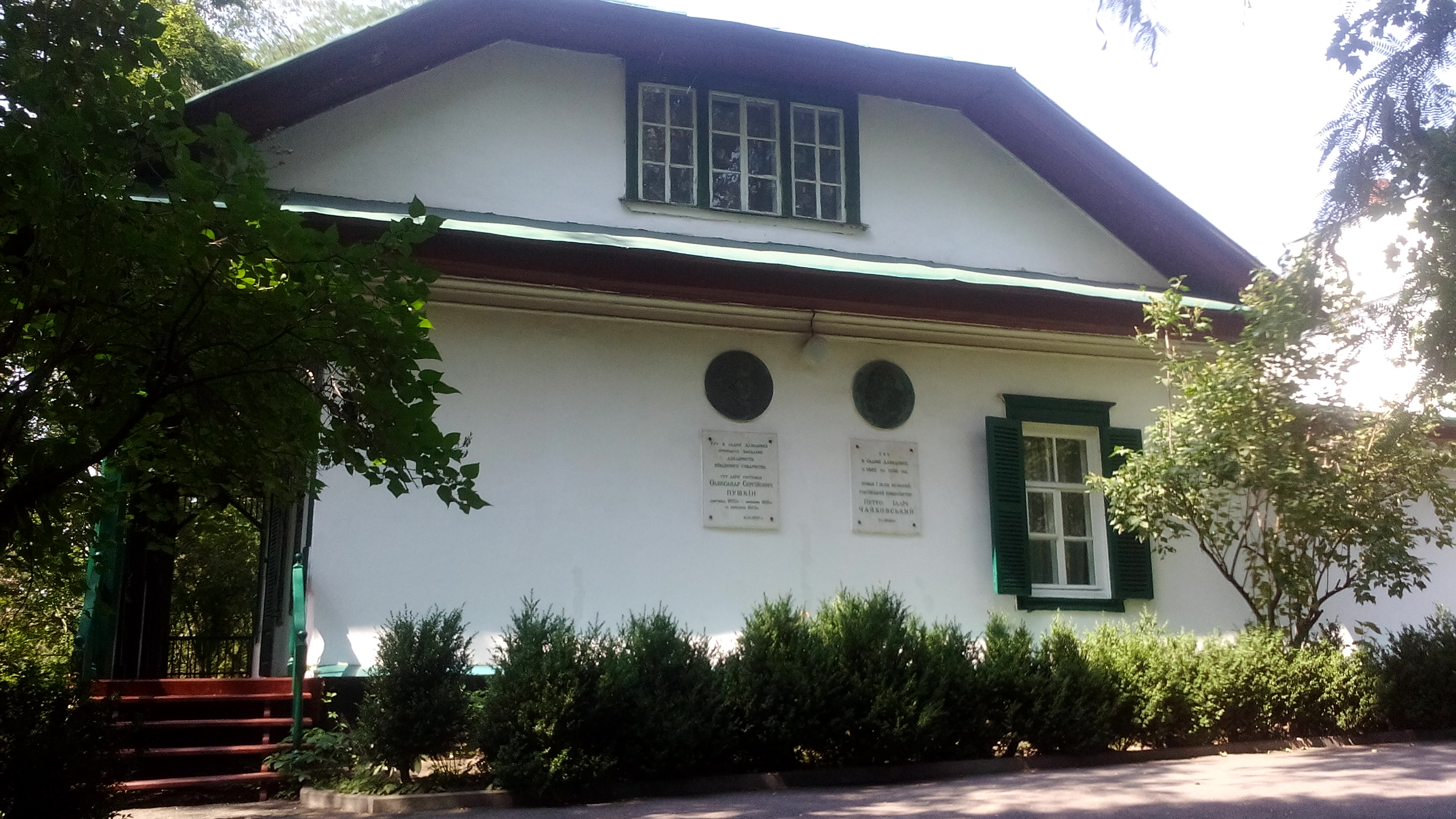
Торець будинку-садиби Давидових
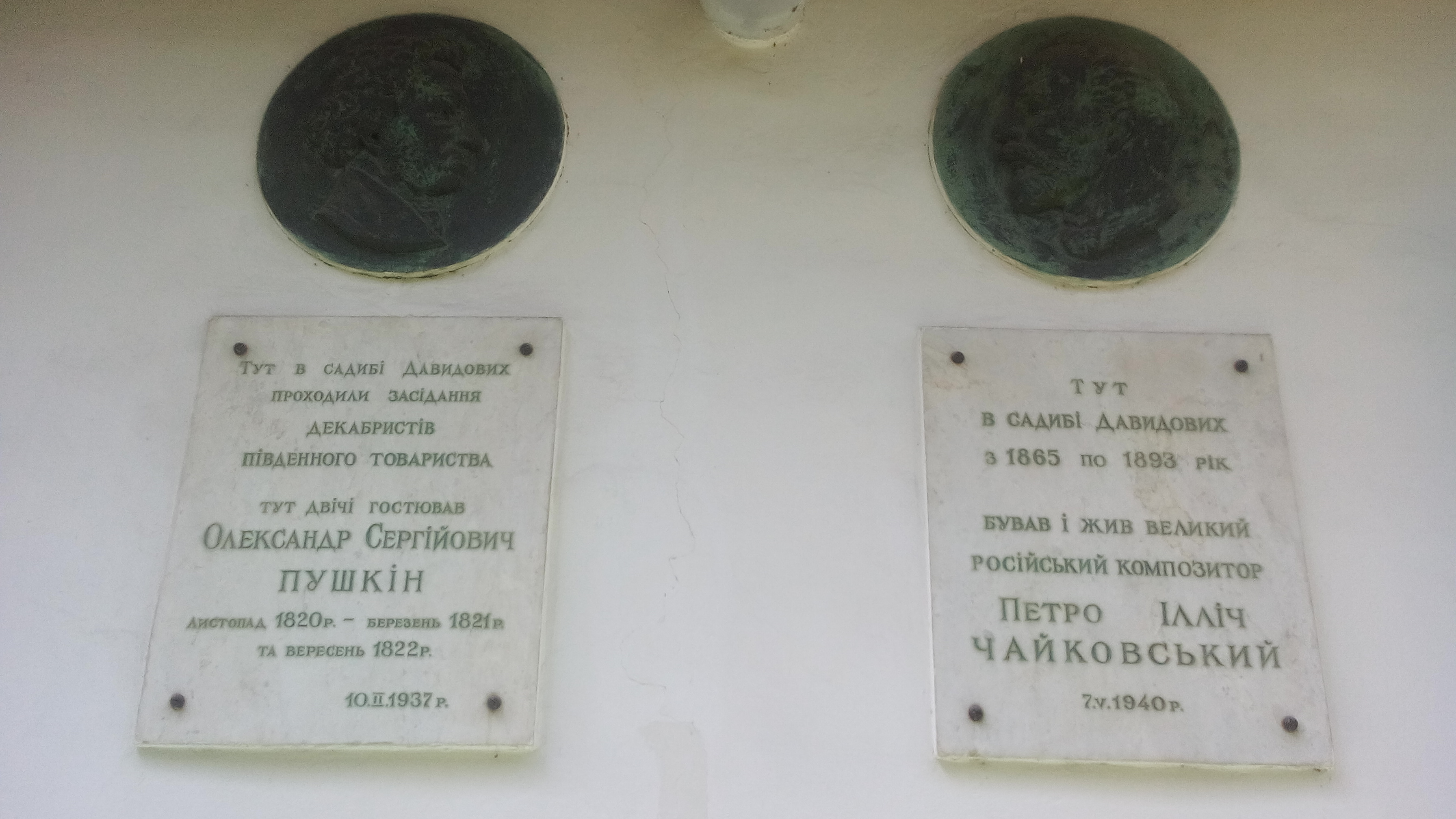
Пам'ятні дошки на честь О.С. Пушкіна та П.І. Чайковського у будинку-садибі Давидових
Пушкінська скеля